# 擬晶眼蝶屬
擬晶眼蝶屬（學名：Pseudohaetera）是蛺蝶科眼蝶亞科晶眼蝶族中的一個屬。物種分佈於新熱帶界森林，翅膀透明。

## 物種
- 擬晶眼蝶 Pseudohaetera hypaesia
- 雙帶綃眼蝶 Pseudohaetera mimica